# مكتب التقييمات الوطنية
مكتب التقييمات الوطنية هو وكالة استخبارات قانونية أسترالية أُسست بموجب قانون مكتب التقييمات الوطنية 1977 كجهاز قانوني مستقل مسؤول بشكل مباشر أمام رئاسة الوزراء الأسترالية، ويمثل حقيبة مستندات كل من رئاسة ومجلس الوزراء. يوفر مكتب التقييمات الوطنية تقييمًا متكامل المصادر للتطورات السياسية والاستراتيجية والاقتصادية على الصعيد الوطني لتقديمها لرئاسة الوزراء ولجنة الأمن القومي التابعة لمجلس الوزراء. كما يلعب المكتب دورًا تنسيقيًا في أجهزة الاستخبارات الأسترالية عبر تقييم مخرجات الاستخبارات الخارجية وعقد لقاءات لجنة تنسيق الاستخبارات الوطنية وتطوير العلاقات مع وكالات الاستخبارات في أنحاء العالم.
يُعد مكتب التنظيمات الوطنية النظير الأسترالي لمنظمة الاستخبارات المشتركة في المملكة المتحدة، ويجمع في عمله مزيجًا بين عمل مكتب مدير دائرة الاستخبارات الوطنية للولايات المتحدة ومكتب وزارة خارجية الولايات المتحدة للاستخبارات والبحوث ومجلس التقييمات الوطنية النيوزلندي.
في 18 تموز 2017، أعلن رئيس الوزراء مالكوم تيرنبول عن استحداث مكتب الاستخبارات الوطنية تماشيًا وتوصيات المراجعة المستقلة لأجهزة الاستخبارات الأسترالية في عام 2017 بقيادة مايكل ليسترانج وستيفان مريتشينت. توقف عمل مكتب الاستخبارات الوطنية رسميًا في 20 كانون الأول 2018.

## التاريخ
تنبثق أصول مكتب التقييمات الوطنية من توصيات لجنة الاستخبارات والأمن الملكية (والمعروفة أيضًا بلجنة الأمل الأولى) والتي أُسسها رئيس الوزراء غوف وايتلام بقيادة جستس روبرت هوب، من أجل تشكيل وكالة مستقلة تعمل على تقديم تقييمات للقضايا السياسية والاستراتيجية والاقتصادية بشكل مباشر لرئيس الوزراء. وتابعت اللجنة في عام 1977 أعمالها مع الحكومة الأسترالية بقيادة مالكوم فرازير، وأُدرجت أربعة من أصل ثمانية تقارير لها في مجلس البرلمان.
أطلق مكتب التقييمات الوطنية بموجب قانون مكتب التقييمات الوطنية 1977، والذي ضمن شرعية المكتب المستقلة عن الحكومة. بدأ مكتب التقييمات أعماله في 20 شباط 1978، فاضطلع بدور منظمة الاستخبارات المشتركة في تقييم الاستخبارات الخارجية. وبذلك احتفظت منظمة الاستخبارات المشتركة بدور تقييم الاستخبارات الدفاعية إلى أن أُعيدت هيكلتها لتصبح منظمة الدفاع الاستخباراتية في عام 1990.
أعلن رئيس الوزراء مالكوم تيرنبول عن تشكيل مكتب الاستخبارات الوطنية في 18 تموز 2017 تماشيًا مع توصيات المراجعة المستقلة لأجهزة الاستخبارات الأسترالية في عام 2017 بقيادة مايكل ليسترانج وستيفان مريتشينت. ويعادل دور مكتب الاستخبارات الوطنية دور مكتب التقييمات الوطنية باستثناء اضطلاعه بشكل أكبر في التطوير الاستراتيجي وإدارة مشاريع أجهزة الاستخبارات الوطنية. وفي 1 كانون الأول 2017، أعلن رئيس الوزراء مالكوم تيرنبول عن تعيين نيك وانر، المدير العام لخدمات الاستخبارات السرية الأسترالية ووزير الدفاع سابقًا، ليشغل منصب المدير العام لمكتب الاستخبارات الوطنية، وفي 20 كانون الأول 2018 أوقفت أعمال مكتب الاستخبارات الوطنية رسميًا.

### تقارير وسائل الإعلام
على الرغم من أن مكتب التقييمات الوطنية منظمة غير سرية، فهو يجذب عادة القليل من الانتباه، وجدير بالذكر أنه حدث استثناء ملحوظ في عام 2001 عندما ارتكز رئيس الوزراء جون هوارد على تقرير تقييم  لمكتب التقييمات الوطنية في دعم ادعاءاته حول طالبي حق اللجوء القادمين على متن سفينة إم في تامبا، وذلك خلال حادثة أصبحت تُعرف «بقضية تامبا». إذ سُرّب تقرير التقييم كاملًا فيما بعد على العلن، وظهر من خلاله أن التقييم كان مبنيًا بشكل كلي على التصريحات الصحفية لرؤساء الحكومة السابقين.
أثناء الفترة التمهيدية لغزو العراق في عام 2003، استقال ضابط المخابرات في مكتب التقييمات الوطنية، آندرو ويكي من الوكالة، ما سلط الضوء على المخاوف الأخلاقية من استخدام الحكومة الأسترالية الانتقائي والمُفرط للمخابرات فيما يتعلق بملف العراق وأسلحة الدمار الشامل.

### تقرير فلود
شهد مكتب التقييمات الوطنية نموًا كبيرًا منذ أن أصدر فيليب فلود تقريرًا لوكالات الاستخبارات، فأوصى فيه بمضاعفة ميزانية عمل الوكالات ومواردها، بالإضافة إلى صياغة دورها لتصبح المنسق والمُقيّم الرسمي لوكالات الاستخبارات الأسترالية الخارجية. وكانت إعادة تسمية مكتب التقييمات الوطنية إلى وكالة الاستخبارات الخارجية الأسترالية الاقتراح الوحيد الذي لم يُنفذ من تقرير فلود.

## الدور والمسؤوليات
يمثل مكتب التقييمات الوطنية وكالةً لتقييم الاستخبارات من جميع المصادر، ويقدم تقاريره مباشرة لرئيس الوزراء. ويوفر تقييمًا للتطورات السياسية والاستراتيجية والاقتصادية على الصعيد الوطني، ويحلل كذلك مخرجات الاستخبارات في أجهزة الاستخبارات الأسترالية. كما يلعب مكتب التقييمات الوطنية دورًا قياديًا في أجهزة الاستخبارات الأسترالية عن طريق توجيه وتقييم نشاطات الاستخبارات الأسترالية الخارجية. ويعمل مكتب التقييمات أيضًا في جمع استخبارات المصادر المفتوحة وتحليلها.
صُممت تقييمات المكتب بشكل جوهري لمساعدة الحكومة الأسترالية في اتخاذ القرارات الاستراتيجية والتأكد من اطلاع الحكومة بشكل كامل على التطورات الدولية والتهديدات المنبثقة في منطقة المحيط الهادي الهندي وحول العالم.

## الهيكل التنظيمي
ينقسم مكتب التقييمات الوطنية إلى فروع تحليلية تغطي المساحات الجغرافية أو الموضوعية، وتشمل:

### مجموعة إدارة المشاريع
يقود مجموعة إدارة المشاريع نائب المدير العام، وهو مسؤول عن التنسيق المشترك بين الوكالات والاستخبارات الحكومية، ويضطلع كذلك بمسؤولية تكاملية الوظائف وربطها وتطوير إدارة أجهزة الاستخبارات الأسترالية وفعاليتها.

### التنسيق
يدعم فرع تنسيق الاستخبارات الخارجية والتنفيذية تنسيق شؤون الاهتمامات المشتركة عبر أجهزة الاستخبارات الأسترالية، وذلك في مجالات مختلفة مثل السياسة المشتركة بين الأجهزة والتخطيط على المدى الطويل، علاوة على تعيين متطلبات الاستخبارات الخارجية الأسترالية بناء على أولويات الاستخبارات الوطنية. كما يدير فرع تنسيق الاستخبارات الخارجية والتنفيذية برنامج علاقات خارجية فعال وينظم وظائف اتصال مجلس مكتب التقييمات الوطنية. ويدعم الفرع رئاسة الوزراء ومجلسها ولجنة تنسيق الاستخبارات الوطنية.

#### مكتب الاتصال في واشنطن
يعمل مسؤول اتصال واشنطن لمكتب التقييمات الوطنية مع السفارة الأسترالية في واشنطن على التواصل وتطوير العلاقات مع أجهزة الاستخبارات في الولايات المتحدة.

#### مكتب الاتصال في لندن
يعمل مسؤول اتصال لندن لمكتب التقييمات الوطنية مع المفوضية العليا الأسترالية في لندن على التواصل وتطوير العلاقات مع أجهزة الاستخبارات في المملكة المتحدة.

### مجموعات التقييم
تعمل مجموعات التقييم بقيادة نائب المدير العام، وتتألف من قسمين من التقييمات

#### شمال آسيا
يعمل فرع شمال آسيا على مراقبة التطورات السياسية والأمنية والاجتماعية والاقتصادية والتنبؤ بها، ويتركز اهتمامه كذلك على القضايا والاتجاهات في شرق آسيا (بما في ذلك الصين واليابان وشبه جزيرة كوريا) ويعمل على تحليل وتقييم جميع مصادر مخرجات الاستخبارات في شمال آسيا من أجهزة الاستخبارات الأسترالية.

#### أوقيانوسيا
يعمل فرع شمال آسيا على مراقبة التطورات السياسية والأمنية والاجتماعية والاقتصادية والتنبؤ بها، ويتركز اهتمامه على القضايا والاتجاهات في أوقيانوسيا (بما في ذلك فيجي وبابوا غينيا الجديدة وجزر سليمان)، ويعمل على تحليل وتقييم جميع مصادر مخرجات الاستخبارات في أوقيانوسيا من أجهزة الاستخبارات الأسترالية.

#### مركز المصدر المفتوح
يقوم مركز المصدر المفتوح بجمع استخبارات المصادر المفتوحة وتحليلها والبحث فيها لدعم أولويات استخبارات الحكومة الأسترالية، وليدعم كذلك عمل أجهزة الاستخبارات الأسترالية بالتركيز على التطورات الدولية التي تؤثر على المصالح الوطنية الأسترالية.

#### التحليل الاستراتيجي
يعمل فرع التحليل الاستراتيجي على مراقبة التطورات العسكرية والأمنية حول العالم والتنبؤ بها، بما في ذلك العلاقات العسكرية السياسية والعلم والتقنية والأمن الحاسوبي والفضاء وأسلحة الدمار الشامل والصحة العالمية وتغير المناخ. ويتعاون فرع التحليل الاستراتيجي أيضًا مع منظمة الاستخبارات الدفاعية.

#### الاقتصاد الدولي
يعمل فرع الاقتصاد الدولي على مراقبة بالتطورات الاقتصادية والمالية والتجارية والتنبؤ بها على الصعيد الدولي حول العالم. ويعمل فرع الاقتصاد الدولي على نحو وثيق وزارة المالية.

#### القضايا الدولية
يعمل فرع القضايا الدولية على مراقبة القضايا العابرة للحدود والتنبؤ بها مثل الإرهاب وتهريب المخدرات والأشخاص والجرائم الدولية والأمن البشري حول العالم، إضافةً إلى ذلك التطورات السياسية والاقتصادية والاجتماعية والاستراتيجية في إفريقيا وأميركا.

#### جنوب شرق آسيا
يعمل فرع جنوب شرق آسيا على مراقبة التطورات السياسية والأمنية والاجتماعية والاقتصادية والتنبؤ بها، ويتركز اهتمامه على القضايا والاتجاهات في جنوب شرق آسيا (بما في ذلك إندونيسيا وماليزيا وتايلند والفلبين) ويعمل على تحليل جميع مخرجات الاستخبارات في جنوب شرق آسيا وتقييمها بعد أن تصدرها أجهزة الاستخبارات الأسترالية.

#### جنوب آسيا والشرق الأوسط
يعمل فرع جنوب آسيا والشرق الأوسط على مراقبة التطورات السياسية والأمنية والاجتماعية والاقتصادية والتنبؤ بها، ويتركز اهتمامه على القضايا والاتجاهات في جنوب آسيا (بما في ذلك الهند وباكستان وأفغانستان)، وفي الشرق الأوسط (بما في ذلك إيران والعراق وسوريا وإسرائيل والسعودية) ويعمل على تحليل جميع مخرجات الاستخبارات في جنوب آسيا والشرق الأوسط وتقييمها بعد أن تصدرها أجهزة الاستخبارات الأسترالية.

### شعبة الرئيس التنفيذي
تقدم شعبة الرئيس التنفيذي الدعم للموارد البشرية والأمن الداخلي ودائرة المرافق والأعمال وتقنيات المعلومات وإدارة المعلومات والتقارير والإدارة.

## منصب المدير العام
المدير العام لمكتب التقييمات الوطنية هو مسؤول قانوني غير معرض للتوجيهات الخارجية فيما يخص محتوى تقييمات المكتب. يعمل في مكتب التقييمات الوطنية نحو 150 موظف، بما في ذلك 100 محلل. ريتشارد مود هو المدير العام السابق لمكتب التقييمات الوطنية، وعمل خمسة أعوام في الوكالة في نيسان 2013. أخذ مود إجازة من مكتب التقييمات الوطنية في 2017 ليكمل كتابه تحت عنوان الورقة البيضاء في السياسة الخارجية بمشاركة بروس ميلر. وفي كانون الأول 2017، عُين المدير العام السابق للجمعية الأمريكية للأمن الصناعي، نيك وارنر، مديرًا عامًا للمكتب.
- روبرت فورلونجير (1977-1981)
- مايكل كوك (1981-1989)
- جيف ميلر (1989-1995)
- فيليب فلود (1995-1996)
- ريتشارد سميث (1996-1998)
- كيم جونز (1998-2003)
- بيتر فارغيز (2004-2009)
- ألان جينجيل (2009-2013)
- ريتشارد مود (2013-2017)
- بروس ميلر (مديرًا بالوكالة 2017)
- نيك وارنر (2017 إلى الوقت الحاضر)

## المقر الرئيسي
في تشرين الأول 2011، انتقل مكتب التقييمات الدولية إلى مبنى روبرت مارسدين هوب، وهو مبنى مجدد في المثلث البرلماني في كانبيرا. وسُمي المبنى تيمنًا بجستس هوب الذي قاد لجنتين ملكيتين نحو وكالات وعمليات الاستخبارات والأمن الأسترالية، ما أدى إلى تأسيس مكتب التقييمات الوطنية. وقبل الانتقال كان مكتب التقييمات الوطنية مستأجرًا فرعيًا في مبنى المكتب المركزي لهيئة الاستخبارات الأمنية الأسترالية في راسيل، كانبيرا.